# Reichsbahnausbesserungswerk Berlin-Schöneweide

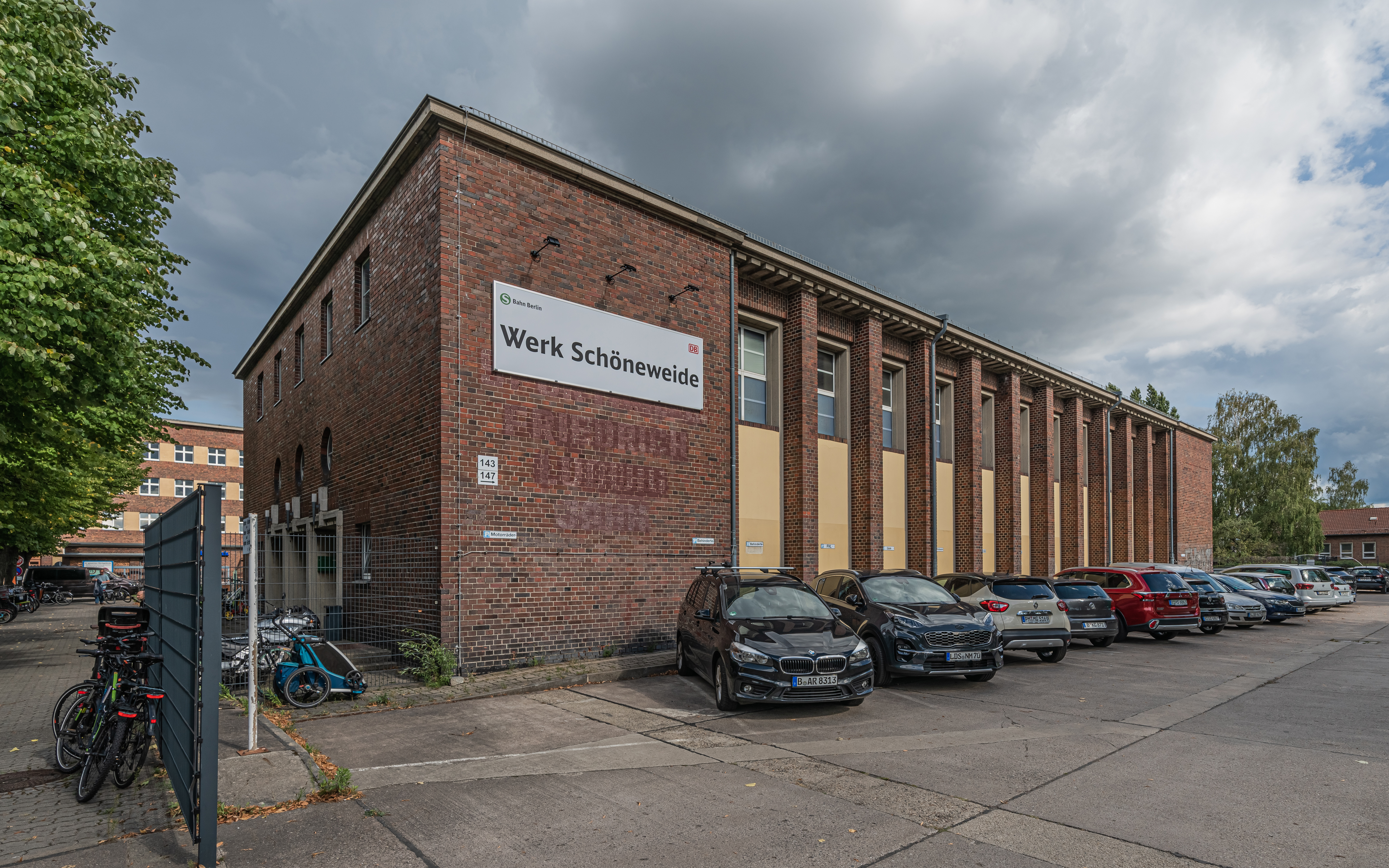
Werk Schöneweide der S-Bahn Berlin

Das Reichsbahnausbesserungswerk Berlin-Schöneweide (kurz: Raw Berlin-Schöneweide) war ein Ausbesserungswerk im Berliner Stadtteil Niederschöneweide des Bezirks Treptow-Köpenick. Seit der Überführung der Deutschen Reichsbahn in die Deutsche Bahn trägt es die Bezeichnung Hauptwerkstatt Berlin-Schöneweide (Hw Sw).
Dieses Werk dient der Fahrzeugwartung des Wagenparkes der Berliner S-Bahn im Rahmen von größeren Fristaufgaben, Umbauten und Modernisierungen. Zwischenzeitlich wurden hier auch Fahrzeuge der Berliner U-Bahn und Straßenbahn oder anderer gleichstrombetriebener Bahnen gewartet.

## Geschichte

### Vorgeschichte und Inbetriebnahme
Mit der Elektrifizierung der Berliner Stadt-, Ring- und Vorortbahnen in den 1920er Jahren wurde auch der Bau eines eigens auf die Ausrüstung und Instandsetzung der neuen, elektrischen Züge spezialisierten Ausbesserungswerkes nötig. Als Standort wählte man ein Gelände im einige Jahre zuvor eingemeindeten Ortsteil Niederschöneweide nahe einer der ersten elektrischen Bahnversuchsstrecken, der Zweigbahn Schöneweide–Spindlersfeld.
Baubeginn war am 25. August 1926. Am 15. Oktober 1927 wurde das Werk unter dem Namen Reichsbahnausbesserungswerk (Raw) Berlin-Schöneweide in Betrieb genommen. Anfangs arbeiteten dort rund 100 Menschen. Schon diesen kam zugute, dass man in Erwartung bald deutlich höherer Mitarbeiterzahlen an den Vorortgleisen der Berlin-Görlitzer Eisenbahn bei km 8,5 einen Werkhaltepunkt (den heutigen Bahnhof Berlin-Johannisthal) in einfachster Ausführung errichtet hatte. Hier hielten ab 17. November 1927 zunächst zum Schichtbeginn und -ende des Raw einzelne Züge.

### Anfangszeit des Raw
Bereits am Tag der Betriebseröffnung begann das Raw mit der Aufarbeitung des ersten Halbzuges der Berliner S-Bahn mit der späteren Nummer ET/EB 169 011.
Ab Dezember 1927 wurden dann regelmäßig aus den verschiedenen Fertigungsbetrieben die ersten S-Bahn-Serienfahrzeuge der Bauart ET 165 (Stadtbahn) in das Raw Schöneweide zwecks Einbau der elektrischen Ausrüstung überführt. Seitdem produziert das Werk bis heute für die Berliner S-Bahn.
Am 29. Mai 1935 fanden Versuchsfahrten eines ersten Probezuges der späteren Baureihe 477 im Raw Schöneweide statt. Eine geänderte Getriebeübersetzung ermöglichte eine Höchstgeschwindigkeit von 120 km/h.

### Zweiter Weltkrieg und die ersten Jahre danach
Zwecks Gewinnung kriegswichtiger Materialien war das Werk unter anderem damit beschäftigt, aus fast allen Steuerwagen der Berliner S-Bahn die Führerstandseinrichtungen auszubauen.
In den letzten Kriegstagen des Zweiten Weltkrieges wurde das Werk durch die in Berlin einrückende Rote Armee gestürmt und dabei schwer beschädigt. Ein Großteil der Beschäftigten war noch in den letzten Kriegsmonaten an die Front verlegt worden und stand somit zum Wiederaufbau nach 1945 auf Grund von Gefangenschaft oder Tod nicht zur Verfügung. Da zudem unmittelbar nach Kriegsende ein Teil der Beschäftigten, vor allem aus der Leitungsebene des Werkes, in ihrer Stellung als höhere Bahnbeamte offiziell von der sowjetischen Besatzungsmacht als Staatsbeamte des nationalsozialistischen Regimes angesehen wurden, kam es in der Folgezeit im Zuge der Entnazifizierung zu einigen Deportationen von Werksmitarbeitern in sowjetische Lager. Infolgedessen wurde die Wiederinbetriebnahme der Berliner S-Bahn erschwert.

### DDR-Zeit

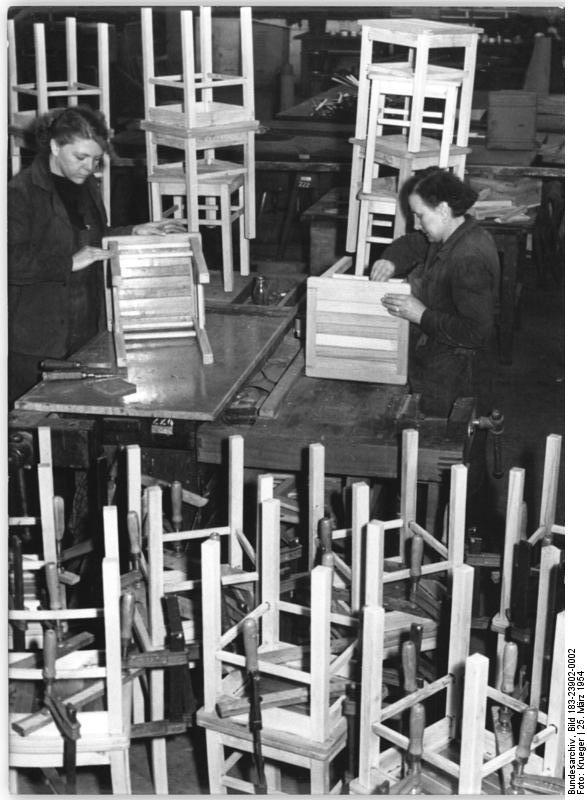
Montage von Möbeln, die zu 90 % aus Material bestehen, das bei der Reparatur von Reichsbahnwagen übrigbleibt. (1954)

Da der Ost-Berliner Teil der BVG (ab 1969 VEB Kombinat Berliner Verkehrsbetriebe – BVB) nach der Verwaltungstrennung von 1949 über keine Hauptwerkstatt für die U-Bahn mehr verfügte, musste das Werk, obwohl ursprünglich nur für die Fahrzeuge der Berliner S-Bahn zuständig, bei Hauptuntersuchungen von U-Bahnen einspringen.
1950 wurde die Wartung der Züge der Buckower Kleinbahn der Berliner S-Bahn unterstellt. Die Wartung und Instandsetzung der Fahrzeuge wurde damit ebenso dem Raw Schöneweide übertragen.
Ab 1954 übernahm das Raw Schöneweide auch die Funktion einer Hauptwerkstatt bei der Ost-Berliner Straßenbahn. Ab 1959 erfolgte hier der Umbau der Straßenbahntypen T 24, TD 07/24 und anderen in Rekowagen der Typen TE 59 bzw. BE 59 sowie deren Nachfolgern. Dazu wurde durch die Schnellerstraße ein Gleis verlegt, das nur für Überführungsfahrten benutzt wurde.
Von 1962 bis 1990 baute das Werk im Auftrag des DDR-Verkehrsministeriums vermehrt nicht mehr benötigte S-Bahn-Triebwagen der Baureihen ET 169, ET 168 und ET 165 in U-Bahnen des Typs EIII um. Es gab in diesem Zeitraum fünf Lieferungen dieser Baureihe, in denen insgesamt 86 Einheiten bestehend aus Trieb- und Beiwagen konstruiert wurden.
Weitere eigentlich artfremde Aufträge für die Berliner S-Bahn-Werkstatt folgten immer wieder. So wurden ab 1969 Generalreparaturen von Straßenbahnwagen der Reihe T57/B57 sowie der LOWA-Fahrzeuge ET50 für verschiedene Verkehrsbetriebe der DDR vorgenommen. Nachdem schon 1966 der Bau zweiachsiger Straßenbahnen in der DDR beendet worden war und nach 1968 auch die Nachbauten des Typs T2D/B2D von ČKD nicht mehr geliefert worden waren, bei einigen kleineren Verkehrsbetrieben der DDR aber noch Bedarf für zweiachsige Straßenbahnen bestand, setzte das Raw Schöneweide ab 1970 den Bau der Reko-Straßenbahn-Wagen für viele Verkehrsbetriebe der DDR fort. Von 1970 bis 1976 wurden so für Magdeburg, Dessau, Erfurt, Frankfurt (Oder), Görlitz, Halberstadt, Jena, Leipzig, Rostock, Schöneiche, Schwerin und Zwickau Reko-Wagen in Ein- und Zweirichtungsausführung gebaut. Aufgrund der unterschiedlichen Ursprungsfahrzeuge wurden höchstens Achsen weiterverwendet. Teilweise überstieg die Anzahl der gebauten Reko-Wagen sogar die der Ursprungsfahrzeuge.
Ende der 1970er Jahre wurden in der Deutschen Reichsbahn Schritt für Schritt die herkömmlichen elektromechanischen Schalterdrucker durch die von der Hochschule für Verkehrswesen „Friedrich List“ in Dresden neu entwickelten microrechnergesteuerten Schalterdrucker (MSD) ersetzt. Die dabei im Zuge der Endfertigung notwendigen Modifikationen der Baugruppen, ihre Zusammenstellung und die Erstprogrammierung der EPROMS mit der Basissoftware und den Bahnhofsdaten der zur Auslieferung bestimmten Geräte erfolgte dabei im RAW Schöneweide. Gleiches galt auch für den microrechnergesteuerten Fahrkartenautomaten (MFA), der teilweise noch bis zur Tarifumstellung 1995 im Einsatz war.
Am 30. April 1975 wurde das Werk in Reichsbahnausbesserungswerk (Raw) ‚Roman Chwalek‘ Berlin-Schöneweide umbenannt, zu Ehren des kurz zuvor verstorbenen ehemaligen Ministers für Arbeit und Eisenbahnwesen, Roman Chwalek. Der zum Werk gehörenden Betriebsberufsschule wurde am 21. Juni 1966 der Name Pawel Beljajew verliehen, der sowjetische Kosmonaut besuchte an diesem Tag die Schule.

### Nachwendezeit

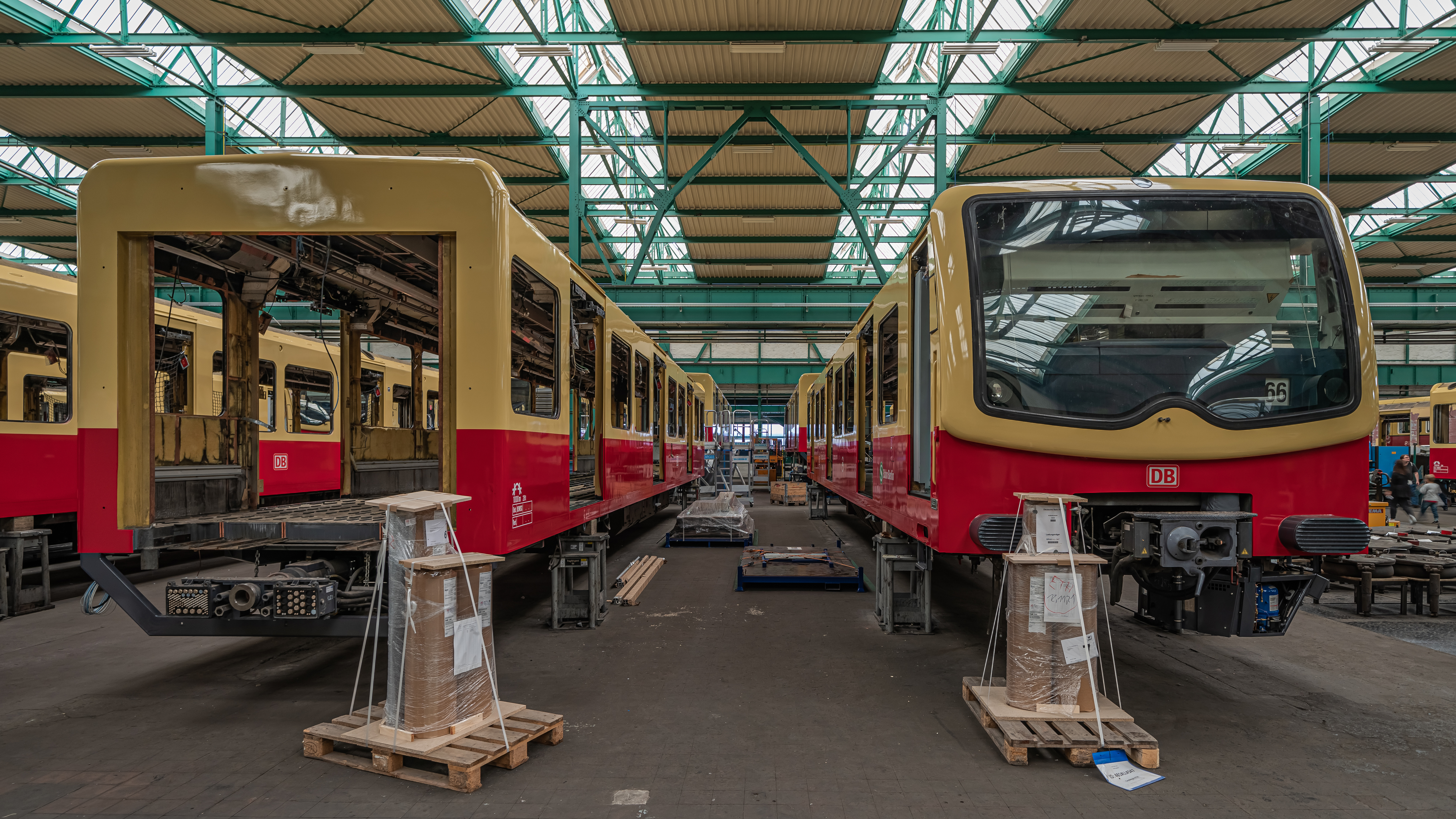
Wartung von S-Bahnzügen im Werk

Am 6. September 1991 erreichte der erste BVG-S-Bahn-Zug das Ausbesserungswerk für eine Hauptuntersuchung. Mit der Fusion der Deutschen Reichsbahn und der Deutschen Bundesbahn zur Deutschen Bahn AG (DB) am 1. Januar 1994 wurde auch das Raw Schöneweide ein Teil der DB. Es ist seit 1. Januar 1995 Teil der neu gegründeten S-Bahn Berlin GmbH, einer 100-prozentigen Tochter der DB Regio AG im DB-Konzern.
Am 22. September 1996 verließ nach seiner Fertigstellung der erste Viertelzug der neuen S-Bahn Baureihe 481 das Werk.
1998 wurde ein Fahrsimulator für die Neubaureihen der S-Bahn im Werk in Betrieb genommen. Im März 2019 ging ein neuer Fahrsimulator in Betrieb.
Im Rahmen des Projekts Langlebigkeit BR 481 erfolgten ab dem Jahr 2019 auch Investitionen in das Werk Schöneweide, so in eine Klebehalle (1 Mio. Euro), eine Schleifhalle (0,7 Mio. Euro), eine Demontagehalle (3,2 Mio. Euro), eine Kalthalle als Materiallager (0,8 Mio. Euro) sowie in die Erneuerung des Gleisvorfeldes (3,4 Mio. Euro).

## Außergewöhnliche Aufträge
Das Raw Schöneweide war auf freiwilliger Basis personell wie materiell am Aufbau der Gleisanlagen und des Wagenparkes der Berliner Pioniereisenbahn in der Wuhlheide maßgeblich beteiligt.
Rekonstruktionsaufträge gab es für den Wagenpark der Oberweißbacher Bergbahn in den Jahren 1963, 1970, 1982 und 1984.
1962 wurde vom Raw Schöneweide der Schienenkleinwagen SKL 24 entwickelt und bis zur Übernahme der Produktion durch das Werk für Gleisbaumechanik in Brandenburg 1971 auch produziert. Unter anderem wurde der SKL in Schmalspur für die Harzer Schmalspurbahnen hergestellt.

## Filme
- DEFA: Der Augenzeuge Nr. 39/57 (11. Juni 1957). 4. Beitrag: Otto Grotewohl zu Gast im Raw Schöneweide
- DEFA: Der Augenzeuge Nr. 23/77 (Juni 1977). 1. Beitrag: 20 von 10.000 – 20 junge Vietnamesen wurden im Raw Schöneweide Fahrzeugschlosser
- Berliner S-Bahn. 75 Jahre Raw Schöneweide. Dokumentation (58 min). EK Verlag Freiburg 8020.